# Unione Sportiva Arezzo 2014-2015
Questa voce raccoglie le informazioni riguardanti l'Unione Sportiva Arezzo nelle competizioni ufficiali della stagione calcistica 2014-2015.

## Stagione
Nella stagione 2014-2015 l'Arezzo partecipa al quarantasettesimo campionato di terza serie della sua storia, nella nuova Lega Pro. Ripescata dalla Serie D dopo l'inizio del campionato e inserita nel girone A al posto del Vicenza, ha posticipato l'esordio alla terza giornata (avvenuto il 10 settembre contro la Torres) e anche il calcio mercato del quale la Lega ho concesso la proroga al 15 settembre. Non ha partecipato alla Coppa Italia di Lega Pro, ma alla Coppa Italia Serie D, venendo eliminato al primo turno dal Sansepolcro.
Allenata da Ezio Capuano a conclusione del campionato l'Arezzo si classifica al nono posto con 49 punti. L'argentino Horacio Erpen con 7 reti è stato il miglior realizzatore aretino.

## Divise e sponsor
Lo sponsor tecnico è Sportika, lo sponsor principale è Gimet Brass & Galvamet mentre il co-sponsor (che si trova sotto il numero di maglia) è La Lucentissima. La presentazione della squadra è avvenuta il 22 settembre 2014.
La prima divisa è in completo amaranto.
| 1º divisa | 2º divisa |  |

## Rosa
La rosa estratta dal sito ufficiale al 18 aprile 2015.
| N. |                   | Ruolo | Calciatore            |
| -- | ----------------- | ----- | --------------------- |
|    | Italia (bandiera) | P     | Massimiliano Benassi  |
|    | Italia (bandiera) | P     | Francesco Leuci       |
|    | Italia (bandiera) | P     | Antonio Rosti         |
|    | Italia (bandiera) | P     | Nicola Sambo          |
|    | Italia (bandiera) | P     | Pierpaolo Cosimi      |
|    | Italia (bandiera) | D     | Matteo Brumat         |
|    | Italia (bandiera) | D     | Dario Campagna        |
|    | Italia (bandiera) | D     | Christian Conti       |
|    | Italia (bandiera) | D     | Luca Andrea Crescenzi |
|    | Italia (bandiera) | D     | Simone De Martino     |
|    | Italia (bandiera) | D     | Giorgio Diana         |
|    | Italia (bandiera) | D     | Francesco Fè          |
|    | Italia (bandiera) | D     | Vincenzo Guarino      |
|    | Italia (bandiera) | D     | Nicholas Guidi        |
|    | Italia (bandiera) | D     | Aniello Panariello    |
|    | Italia (bandiera) | D     | Marco Piccinelli      |
|    | Italia (bandiera) | D     | Andrea Pisani         |
|    | Italia (bandiera) | D     | Sergio Sabatino       |
|    | Italia (bandiera) | D     | Marco Villagatti      |
|    | Ghana (bandiera)  | C     | Ahmed Barusso         |

| N. |                      | Ruolo | Calciatore           |
| -- | -------------------- | ----- | -------------------- |
|    | Italia (bandiera)    | C     | Marco Brighi         |
|    | Italia (bandiera)    | C     | Imperio Carcione     |
|    | Italia (bandiera)    | C     | Mario Coppola        |
|    | Italia (bandiera)    | C     | Carmine Cucciniello  |
|    | Italia (bandiera)    | C     | Francesco Dettori    |
|    | Argentina (bandiera) | C     | Horacio Erpen        |
|    | Italia (bandiera)    | C     | Gabriele Franchino   |
|    | Italia (bandiera)    | C     | Alessandro Gambadori |
|    | Italia (bandiera)    | C     | Francesco Millesi    |
|    | Italia (bandiera)    | A     | Antonino Bonvissuto  |
|    | Italia (bandiera)    | A     | Niccolò Mariani      |
|    | Italia (bandiera)    | A     | Giuseppe Meloni      |
|    | Italia (bandiera)    | A     | Mattia Montini       |
|    | Italia (bandiera)    | A     | Francesco Morga      |
|    | Italia (bandiera)    | A     | Fabio Padulano       |
|    | Italia (bandiera)    | A     | Emanuele Testardi    |
|    | Italia (bandiera)    | A     | Domenico Vitiello    |
|    | Francia (bandiera)   | A     | Abdallah Yaisien     |
|    | Italia (bandiera)    | A     | Daniele Bucaletti    |

## Calciomercato

### Sessione estiva(dal 01/07 al 15/09)
| Acquisti | Acquisti              | Acquisti     | Acquisti                       |
| R.       | Nome                  | da           | Modalità                       |
| -------- | --------------------- | ------------ | ------------------------------ |
| P        | Massimiliano Benassi  | Lecce        | prestito                       |
| D        | Matteo Brumat         | Empoli       | prestito                       |
| D        | Dario Campagna        | Venezia      | definitivo                     |
| D        | Christian Conti       | Casertana    | definitivo                     |
| D        | Giorgio Diana         | Livorno      | definitivo                     |
| D        | Francesco Fè          | Lazio        | prestito                       |
| D        | Vincenzo Guarino      | Juve Stabia  | prestito                       |
| D        | Aniello Panariello    | Paganese     | definitivo                     |
| C        | Imperio Carcione      | Perugia      | definitivo                     |
| C        | Mario Coppola         | Sorrento     | definitivo                     |
| C        | Carmine Cucciniello   | Casertana    | definitivo                     |
| C        | Francesco Dettori     | Pescara      | prestito                       |
| C        | Horacio Erpen         | Pro Vercelli | definitivo                     |
| C        | Alessandro Gambadori  | Pistoiese    | definitivo                     |
| C        | Giedrius Matulevicius | Parma        | prestito (diritto di riscatto) |
| C        | Bacary Mendes         | [ 14 ]       | (in prova)                     |
| C        | Francesco Millesi     | Avellino     | definitivo                     |
| A        | Antonino Bonvissuto   | Torres       | definitivo                     |
| A        | Mattia Montini        | Benevento    | prestito                       |
| A        | Francesco Morga       | Alessandria  | definitivo                     |
| A        | Fabio Padulano        | Chievo       | definitivo                     |
| A        | Domenico Vitiello     | Siena        | definitivo                     |

| Cessioni | Cessioni | Cessioni | Cessioni |
| R.       | Nome     | a        | Modalità |
| -------- | -------- | -------- | -------- |

### Fuori sessione
| Acquisti | Acquisti         | Acquisti | Acquisti   |
| R.       | Nome             | da       | Modalità   |
| -------- | ---------------- | -------- | ---------- |
| P        | Francesco Leuci  | Martina  | definitivo |
| D        | Andrea Pisani    | Sorrento | definitivo |
| D        | Marco Villagatti | Sorrento | definitivo |

| Cessioni | Cessioni | Cessioni | Cessioni |
| R.       | Nome     | a        | Modalità |
| -------- | -------- | -------- | -------- |

### Sessione invernale(dal 05/01 al 02/02)
| Acquisti | Acquisti              | Acquisti      | Acquisti   |
| R.       | Nome                  | da            | Modalità   |
| -------- | --------------------- | ------------- | ---------- |
| P        | Antonio Rosti         | Vigor Lamezia | prestito   |
| D        | Luca Andrea Crescenzi | Reggina       | definitivo |
| D        | Nicholas Guidi        | Forlì         | definitivo |
| D        | Sergio Sabatino       | Savoia        | definitivo |
| C        | Gabriele Franchino    | Monza         | definitivo |
| A        | Niccolò Mariani       | Livorno       | prestito   |
| A        | Emanuele Testardi     | Lupa Roma     | definitivo |
| A        | Abdallah Yaisien      | Bologna       | prestito   |
| C        | Ahmed Apimah Barusso  | svincolato    | definitivo |

| Cessioni | Cessioni          | Cessioni         | Cessioni      |
| R.       | Nome              | a                | Modalità      |
| -------- | ----------------- | ---------------- | ------------- |
| D        | Dario Campagna    | Cremonese        | definitivo    |
| D        | Giorgio Diana     | Jolly Montemurlo | definitivo    |
| D        | Francesco Fè      | -                | -             |
| D        | Vincenzo Guarino  | Juve Stabia      | fine prestito |
| D        | Andrea Pisani     | Pro Patria       | definitivo    |
| A        | Francesco Morga   | Forlì            | definitivo    |
| A        | Domenico Vitiello | Poggibonsi       | prestito      |
| A        | Francesco Millesi | Ischia           | definitivo    |

## Risultati

### Lega Pro - girone A

#### Girone di andata
| Arbitro: | Proietti (Terni) |

|                            |           |              |
| Millesi 71’ Bonvissuto 85’ | Marcatori | 18’ F. Perna |

| Bergamo 1º ottobre 2014, ore 20:30 UTC+2 2ª giornata | AlbinoLeffe      | 0 – 0 referto | Arezzo | Stadio Atleti Azzurri d'Italia (1.050 spett.)\| Arbitro: \| Capone (Palermo) \| |
| Arbitro:                                             | Capone (Palermo) |               |        |                                                                                 |

| Arezzo 10 settembre 2014, ore 20:30 UTC+2 3ª giornata | Arezzo        | 0 – 0 referto | Torres | Stadio Città di Arezzo (2.200 spett.)\| Arbitro: \| Fanton (Lodi) \| |
| Arbitro:                                              | Fanton (Lodi) |               |        |                                                                      |

| Arbitro: | Valiante (Nocera Inferiore) |

|           |           |           |
| Iovine 1’ | Marcatori | 49’ Erpen |

| Arbitro: | Viotti (Tivoli) |

|                       |           |  |
| Conti 31’ Millesi 56’ | Marcatori |  |

| Arbitro: | Andreini (Forlì) |

|  |           |               |
|  | Marcatori | 84’ A. Pisani |

| Arbitro: | Catona (Reggio Calabria) |

|                         |           |                  |
| Nolé 51’ Maistrello 90’ | Marcatori | 82’ (rig.) Erpen |

| Arbitro: | Mantelli (Brescia) |

|                       |           |  |
| Capogrosso 82’ (aut.) | Marcatori |  |

| Arbitro: | Fiore (Barletta) |

|                                |           |  |
| Soncin 11’ (rig.) Cogliati 79’ | Marcatori |  |

| Arezzo 25 ottobre 2014, ore 17:00 UTC+2 10ª giornata | Arezzo            | 0 – 0 referto | Feralpisalò | Stadio Città di Arezzo (2.300 spett.)\| Arbitro: \| Amabile (Vicenza) \| |
| Arbitro:                                             | Amabile (Vicenza) |               |             |                                                                          |

| Arbitro: | Mainardi (Bergamo) |

|                |           |  |
| M. Marconi 88’ | Marcatori |  |

| Arbitro: | Massimi (Termoli) |

|  |           |                           |
|  | Marcatori | 7’ Magnaghi 70’ A. Marino |

| Arbitro: | Schirru (Nichelino) |

|              |           |                       |
| Serafini 74’ | Marcatori | 35’ Dettori 62’ Erpen |

| Arbitro: | Perotti (Legnano) |

|                                 |           |  |
| Panariello 39’ Erpen 89’ (rig.) | Marcatori |  |

| Arbitro: | Strippoli (Bari) |

|                                        |           |           |
| A. Brighenti 11’ Jadid 44’ Palermo 69’ | Marcatori | 41’ Erpen |

| Arbitro: | Formato (Benevento) |

|  |           |           |
|  | Marcatori | 65’ Giosa |

| Arbitro: | Colosimo (Torino) |

|                 |           |              |
| Vita 74’ (rig.) | Marcatori | 78’ Padulano |

| Arezzo 21 dicembre 2014, ore 14:30 UTC+1 18ª giornata | Arezzo               | 0 – 0 referto | Novara | Stadio Città di Arezzo (1.976 spett.)\| Arbitro: \| Dei Giudici (Latina) \| |
| Arbitro:                                              | Dei Giudici (Latina) |               |        |                                                                             |

| Arbitro: | Dionisi (L'Aquila) |

|                                              |           |                                          |
| Novothny 17’, 38’ Martin 53’ Fischnaller 78’ | Marcatori | 4’ Montini 69’ Bonvissuto 83’ Villagatti |

#### Girone di ritorno
| Arbitro: | Zanonato (Vicenza) |

|  |           |                                                |
|  | Marcatori | 42’ A. Pisani 42’ Cucciniello 85’ (rig.) Erpen |

| Arbitro: | Capraro (Cassino) |

|  |           |             |
|  | Marcatori | 25’ Momentè |

| Arbitro: | Baldicchi (Città di Castello) |

|              |           |  |
| Maiorino 24’ | Marcatori |  |

| Arbitro: | Lacagnina (Caltanissetta) |

|                                                |           |                                   |
| Cucciniello 41’ Franchino 90’ Bonvissuto 90+2’ | Marcatori | 5’ Cocuzza 90+4’ (rig.) Mantovani |

| Arbitro: | Candeo (Este) |

|           |           |                                  |
| Varas 39’ | Marcatori | 44’ (rig.) Dettori 90+1’ Montini |

| Arbitro: | Vesprini (Macerata) |

|                    |           |  |
| Dettori 43’ (rig.) | Marcatori |  |

| Arbitro: | Fourneau (Roma) |

|              |           |  |
| Sabatino 74’ | Marcatori |  |

| Arbitro: | Proietti (Terni) |

|              |           |  |
| Maracchi 56’ | Marcatori |  |

| Arbitro: | Cifelli (Campobasso) |

|             |           |               |
| Yaisien 44’ | Marcatori | 90+1’ Carraro |

| Salò 15 marzo 2015, ore 14:00 UTC+1 29ª giornata | Feralpisalò          | 0 – 0 referto | Arezzo | Stadio Lino Turina (450 spett.)\| Arbitro: \| Pietropaolo (Modena) \| |
| Arbitro:                                         | Pietropaolo (Modena) |               |        |                                                                       |

| Arbitro: | Caso (Verona) |

|           |           |               |
| Guidi 62’ | Marcatori | 77’ Mezavilla |

| Venezia 4 marzo 2015, ore 15:00 UTC+1 31ª giornata | Venezia          | 0 – 0 referto | Arezzo | Stadio Pierluigi Penzo (860 spett.)\| Arbitro: \| Maggioni (Lecco) \| |
| Arbitro:                                           | Maggioni (Lecco) |               |        |                                                                       |

| Arbitro: | Prontera (Bologna) |

|                            |           |                        |
| Panariello 16’ Yaisien 18’ | Marcatori | 4’ Terrani 47’ Lamorte |

| Vicenza 2 aprile 2015, ore 19:30 UTC+2 33ª giornata | Real Vicenza        | 0 – 0 referto | Arezzo | Stadio Romeo Menti (138 spett.)\| Arbitro: \| Fiorini (Frosinone) \| |
| Arbitro:                                            | Fiorini (Frosinone) |               |        |                                                                      |

| Arbitro: | Capilungo (Lecce) |

|  |           |                  |
|  | Marcatori | 67’ A. Brighenti |

| Arbitro: | Ranaldi (Tivoli) |

|                |           |             |
| E. Defendi 30’ | Marcatori | 61’ Dettori |

| Arbitro: | Zanonato (Vicenza) |

|                            |           |             |
| Mariani 88’ Panariello 90’ | Marcatori | 11’ Pessina |

| Arbitro: | Mastrodonato (Molfetta) |

|                    |           |  |
| L. Della Rocca 69’ | Marcatori |  |

| Arbitro: | Viotti (Tivoli) |

|           |           |                                        |
| Erpen 71’ | Marcatori | 8’ Brugger 21’ (rig.), 76’ Fischnaller |

### Coppa Italia Serie D

#### Primo turno
| Arbitro: | Zingarelli (Siena) |

|                         |           |                                |
| Bonvissuto 90+2’ (rig.) | Marcatori | 47’ (rig.) Gorini 49’ Essoussi |

## Statistiche

### Statistiche di squadra
| Competizione         | Punti | In casa | In casa | In casa | In casa | In casa | In casa | In trasferta | In trasferta | In trasferta | In trasferta | In trasferta | In trasferta | Totale | Totale | Totale | Totale | Totale | Totale | DR |
| Competizione         | Punti | G       | V       | N       | P       | Gf      | Gs      | G            | V            | N            | P            | Gf           | Gs           | G      | V      | N      | P      | Gf     | Gs     | DR |
| -------------------- | ----- | ------- | ------- | ------- | ------- | ------- | ------- | ------------ | ------------ | ------------ | ------------ | ------------ | ------------ | ------ | ------ | ------ | ------ | ------ | ------ | -- |
| Lega Pro (girone A)  | 49    | 19      | 8       | 6       | 5       | 19      | 16      | 19           | 4            | 7            | 8            | 16           | 20           | 38     | 12     | 13     | 13     | 35     | 36     | -1 |
| Coppa Italia Serie D |       | 1       | 0       | 0       | 1       | 1       | 2       | 0            | 0            | 0            | 0            | 0            | 0            | 1      | 0      | 0      | 1      | 1      | 2      | -1 |
| Totale               |       | 20      | 8       | 6       | 6       | 20      | 18      | 19           | 4            | 7            | 8            | 16           | 20           | 39     | 12     | 13     | 14     | 36     | 38     | -2 |

### Andamento in campionato
| Giornata  | 1 | 2 | 3 | 4  | 5 | 6 | 7 | 8 | 9 | 10 | 11 | 12 | 13 | 14 | 15 | 16 | 17 | 18 | 19 | 20 | 21 | 22 | 23 | 24 | 25 | 26 | 27 | 28 | 29 | 30 | 31 | 32 | 33 | 34 | 35 | 36 | 37 | 38 |
| --------- | - | - | - | -- | - | - | - | - | - | -- | -- | -- | -- | -- | -- | -- | -- | -- | -- | -- | -- | -- | -- | -- | -- | -- | -- | -- | -- | -- | -- | -- | -- | -- | -- | -- | -- | -- |
| Luogo     | C | T | C | T  | C | T | T | C | T | C  | T  | C  | T  | C  | T  | C  | T  | C  | T  | T  | C  | T  | C  | T  | C  | C  | T  | C  | T  | C  | T  | C  | T  | C  | T  | C  | T  | C  |
| Risultato | V | N | N | N  | V | V | P | V | P | N  | P  | P  | V  | V  | P  | P  | N  | N  | P  | V  | P  | P  | V  | V  | V  | V  | P  | N  | N  | N  | N  | N  | N  | P  | N  | V  | P  | P  |
| Posizione | 4 | 5 | 5 | 10 | 5 | 2 | 6 | 4 | 6 | 7  | 9  | 10 | 10 | 9  | 10 | 10 | 11 | 11 | 13 | 11 | 13 | 15 | 12 | 11 | 9  | 9  | 9  | 9  | 9  | 9  | 8  | 8  | 8  | 10 | 9  | 7  | 8  | 9  |

Fonte:  GIRONE A STATISTICA, su lega-pro.com.
Legenda:

Luogo: C = Casa; T = Trasferta. Risultato: R = Rinviata; V = Vittoria; N = Pareggio; P = Sconfitta.

### Statistiche dei giocatori
In campionato nel computo dei 34 gol segnati da 16 giocatori distinti, si aggiunga 1 autorete a favore. In corsivo i giocatori ceduti a stagione in corso.
| Giocatore      | Lega Pro | Lega Pro | Lega Pro    | Lega Pro   | Coppa Italia Serie D | Coppa Italia Serie D | Coppa Italia Serie D | Coppa Italia Serie D | Totale   | Totale | Totale      | Totale     |
| Giocatore      | Presenze | Reti     | Ammonizioni | Espulsioni | Presenze             | Reti                 | Ammonizioni          | Espulsioni           | Presenze | Reti   | Ammonizioni | Espulsioni |
| -------------- | -------- | -------- | ----------- | ---------- | -------------------- | -------------------- | -------------------- | -------------------- | -------- | ------ | ----------- | ---------- |
| M. Benassi     | 36       | -32      | 3           | 0          | -                    | -                    | -                    | -                    | 36       | -32    | 3           | 0          |
| F. Leuci       | 0        | 0        | 0           | 0          | -                    | -                    | -                    | -                    | 0        | 0      | 0           | 0          |
| A. Rosti       | 2        | -4       | 1           | 0          | -                    | -                    | -                    | -                    | 2        | -4     | 1           | 0          |
| N. Sambo       | -        | -        | -           | -          | 1                    | -0                   | 0                    | 1                    | 1        | -0     | 0           | 1          |
| P. Cosimi      | -        | -        | -           | -          | 1                    | -2                   | 0                    | 0                    | 1        | -2     | 0           | 0          |
| M. Brumat      | 22       | 0        | 3           | 0          | 0                    | 0                    | 0                    | 0                    | 22       | 0      | 3           | 0          |
| D. Campagna    | 17       | 0        | 3           | 0          | -                    | -                    | -                    | -                    | 17       | 0      | 3           | 0          |
| C. Conti       | 6        | 1        | 1           | 0          | -                    | -                    | -                    | -                    | 6        | 1      | 1           | 0          |
| L.A. Crescenzi | 4        | 0        | 2           | 1          | -                    | -                    | -                    | -                    | 4        | 0      | 2           | 1          |
| S. De Martino  | 5        | 0        | 1           | 0          | 0                    | 0                    | 0                    | 0                    | 5        | 0      | 1           | 0          |
| G. Diana       | 0        | 0        | 0           | 0          | 1                    | 0                    | 0                    | 0                    | 1        | 0      | 0           | 0          |
| F. Fè          | 1        | 0        | 0           | 0          | 1                    | 0                    | 0                    | 0                    | 2        | 0      | 0           | 0          |
| V. Guarino     | 7        | 0        | 2           | 1          | 1                    | 0                    | 0                    | 0                    | 8        | 0      | 2           | 1          |
| N. Guidi       | 13       | 1        | 1           | 0          | -                    | -                    | -                    | -                    | 13       | 1      | 1           | 0          |
| A. Panariello  | 35       | 3        | 7           | 1          | 1                    | 0                    | 1                    | 0                    | 36       | 3      | 8           | 1          |
| A. Pisani      | 19       | 2        | 3           | 0          | -                    | -                    | -                    | -                    | 19       | 2      | 3           | 0          |
| M. Piccinelli  | -        | -        | -           | -          | 1                    | 0                    | 0                    | 0                    | 1        | 0      | 0           | 0          |
| S. Sabatino    | 15       | 1        | 5           | 0          | -                    | -                    | -                    | -                    | 15       | 1      | 5           | 0          |
| M. Villagatti  | 30       | 1        | 7           | 0          | -                    | -                    | -                    | -                    | 30       | 1      | 7           | 0          |
| A. Barusso     | 1        | 0        | 0           | 0          | -                    | -                    | -                    | -                    | 1        | 0      | 0           | 0          |
| M. Brighi      | -        | -        | -           | -          | 1                    | 0                    | 0                    | 0                    | 1        | 0      | 0           | 0          |
| I. Carcione    | 25       | 0        | 7           | 0          | -                    | -                    | -                    | -                    | 25       | 0      | 7           | 0          |
| M. Coppola     | 25       | 0        | 3           | 0          | 1                    | 0                    | 0                    | 0                    | 26       | 0      | 3           | 0          |
| C. Cucciniello | 27       | 2        | 7           | 0          | -                    | -                    | -                    | -                    | 27       | 2      | 7           | 0          |
| F. Dettori     | 32       | 4        | 8           | 2          | -                    | -                    | -                    | -                    | 32       | 4      | 8           | 2          |
| H. Erpen       | 29       | 7        | 3           | 0          | -                    | -                    | -                    | -                    | 29       | 7      | 3           | 0          |
| G. Franchino   | 14       | 1        | 1           | 0          | -                    | -                    | -                    | -                    | 14       | 1      | 1           | 0          |
| A. Gambadori   | 35       | 0        | 6           | 1          | 1                    | 0                    | 1                    | 0                    | 36       | 0      | 7           | 1          |
| F. Millesi     | 16       | 2        | 4           | 2          | -                    | -                    | -                    | -                    | 16       | 2      | 4           | 2          |
| A. Bonvissuto  | 29       | 3        | 15          | 0          | 1                    | 1                    | 1                    | 0                    | 30       | 4      | 16          | 0          |
| N. Mariani     | 4        | 1        | 0           | 0          | -                    | -                    | -                    | -                    | 4        | 1      | 0           | 0          |
| G. Meloni      | -        | -        | -           | -          | 1                    | 0                    | 0                    | 0                    | 1        | 0      | 0           | 0          |
| M. Montini     | 28       | 2        | 2           | 0          | -                    | -                    | -                    | -                    | 28       | 2      | 2           | 0          |
| F. Morga       | 5        | 0        | 1           | 0          | -                    | -                    | -                    | -                    | 5        | 0      | 1           | 0          |
| F. Padulano    | 23       | 1        | 1           | 0          | 1                    | 0                    | 0                    | 0                    | 24       | 1      | 1           | 0          |
| E. Testardi    | 7        | 0        | 0           | 1          | -                    | -                    | -                    | -                    | 7        | 0      | 0           | 1          |
| D. Vitiello    | 1        | 0        | 0           | 0          | 1                    | 0                    | 0                    | 0                    | 2        | 0      | 0           | 0          |
| A. Yaisien     | 16       | 2        | 1           | 0          | -                    | -                    | -                    | -                    | 16       | 2      | 1           | 0          |